# William Cleland
William Cleland, škotski vojak in pesnik, * 1661, † 21. avgust 1689.